# Fredrik Larzon

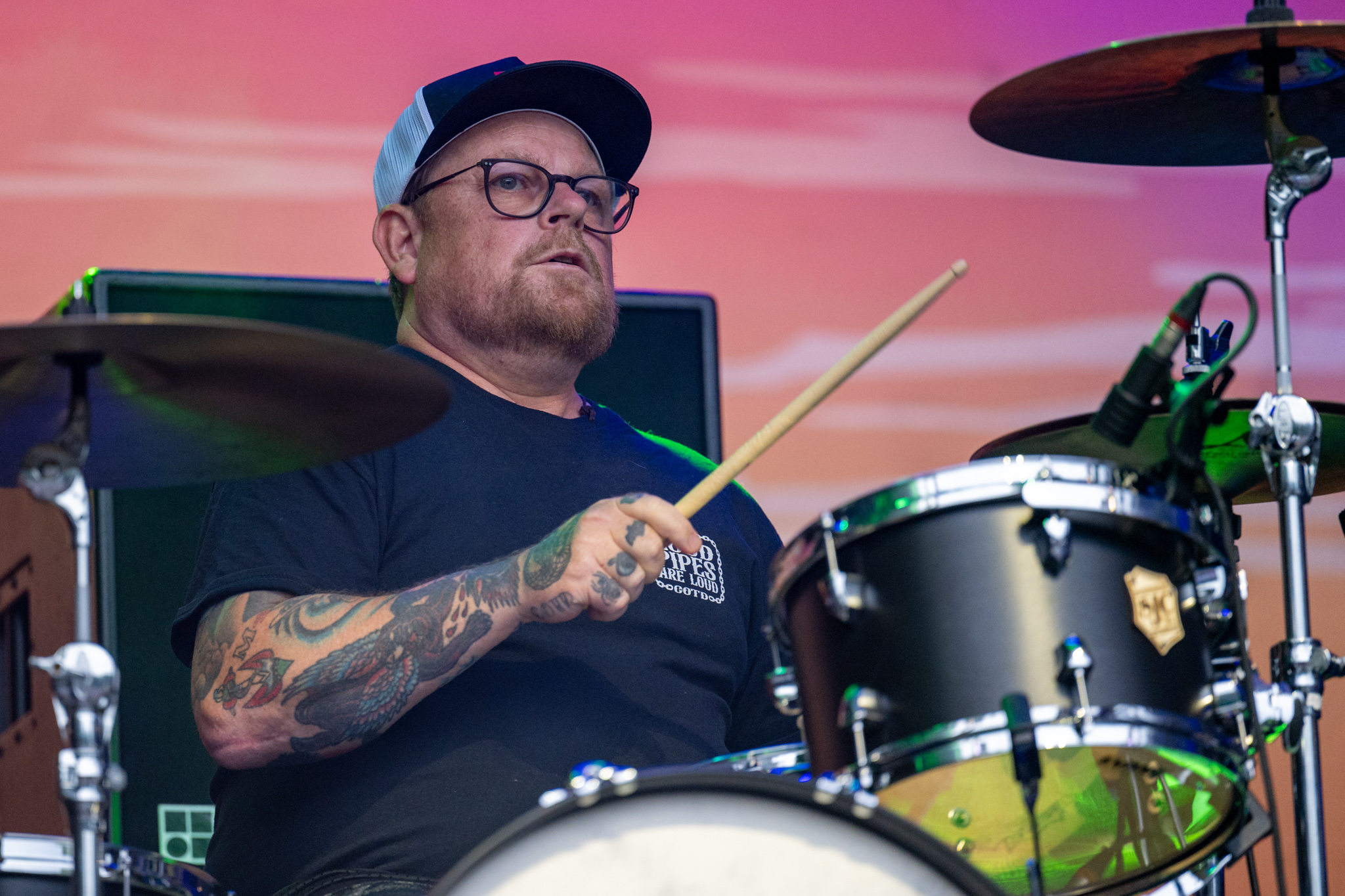
Fredrik Larzon (2024)

Fredrik Larzon (Örebro, 25 de abril de 1973) es un baterista del grupo sueco de música skate punk Millencolin.
Antes de unirse a Millencolin en 1993, Larzon fue miembro de la banda de Kung Pung. Ocupó el lugar de Mathias Färm, que se sentía mejor tocando la guitarra. Su primera grabación con esta banda fue su demo de 1993 llamado Goofy, desde que colocó sus piernas en una patineta. Larzon contacta con mayor frecuencia a los fans de todo el grupo a través del boletín y responde a la mayoría de los correos electrónicos. También es miembro activo de algunos foros de Internet sobre el grupo.

## Discografía
- Tiny Tunes (1994)
- Life on a Plate (1995)
- For Monkeys (1997)
- The Melancholy Collection (1999)
- Pennybridge Pioneers (2000)
- Home from Home (2002)
- Kingwood (2005)
- Machine 15 (2008)

- Datos: Q1318978
- Multimedia: Fredrik Larzon / Q1318978